# Folkston
Folkston település az Amerikai Egyesült Államok Georgia államában, Charlton megyében, melynek megyeszékhelye is. Lakosainak száma 4464 fő (2020. április 1.).

## Népesség
A település népességének változása:

| 2010 | 2 502 |
| 2020 | 4 464 |